# 1985-ös MTV Video Music Awards
Az 1985-ös MTV Video Music Awards díjátadója 1985. szeptember 13-án került megrendezésre, és a legjobb, 1984. május 2-ától 1985. május 1-ig készült klipeket díjazta. Az est házigazdája Eddie Murphy volt. A díjakat a Radio City Music Hall-ban adták át.
Az est legnagyobb győztese Don Henley lett, aki négy díjjal távozott, köztük Az év videója díjjal. Valójában a The Boys of Summer című dalának videója volt az év legtöbbet jelölt klipje, összesen hét kategóriában jelölték. A legtöbbször jelölt előadó David Lee Roth volt, aki összesen nyolc jelölést kapott két videójáért: ötöt a Just a Gigolo/I Ain't Got Nobody-ért és hármat a California Girls-ért. A nyolc jelölés ellenére egyetlen kategóriában sem győzött.

## Jelöltek
A győztesek félkövérrel vannak jelölve.

### Az év videója
- Don Henley — The Boys of Summer
- Tom Petty and the Heartbreakers — Don't Come Around Here No More
- David Lee Roth — California Girls
- David Lee Roth — Just a Gigolo/I Ain't Got Nobody
- USA for Africa — We Are the World

### Legjobb férfi videó
- Glenn Frey — Smuggler's Blues
- Don Henley — The Boys of Summer
- David Lee Roth — California Girls
- David Lee Roth — Just a Gigolo/I Ain't Got Nobody
- Bruce Springsteen — I'm on Fire

### Legjobb női videó
- Cyndi Lauper — She Bop
- Madonna — Material Girl
- Sade — Smooth Operator
- Sheila E. — The Glamorous Life
- Tina Turner — What's Love Got to Do with It

### Legjobb csapatvideó
- The Cars — Drive
- Eurythmics — Would I Lie to You?
- Huey Lewis and the News — If This Is It
- U2 — Pride (In the Name of Love)
- USA for Africa — We Are the World

### Legjobb új előadó egy videóban
- Frankie Goes to Hollywood — Two Tribes
- Julian Lennon — Too Late for Goodbyes
- Sade — Smooth Operator
- Sheila E. — The Glamorous Life
- 'Til Tuesday — Voices Carry

### Legjobb koncepcióvideó
- Frankie Goes to Hollywood — Two Tribes
- Glenn Frey — Smuggler's Blues
- Don Henley — The Boys of Summer
- Tom Petty and the Heartbreakers — Don't Come Around Here No More
- David Lee Roth — Just a Gigolo/I Ain't Got Nobody

### Legtöbbet újító videó
- The Art of Noise — Close (To the Edit)
- Lindsey Buckingham — Go Insane
- Lindsey Buckingham — Slow Dancing
- Chris Isaak — Dancin'
- Lone Justice — Ways to Be Wicked

### Legjobb színpadi teljesítmény
- David Bowie — Blue Jean (koncertfelvétel)
- Eurythmics — Would I Lie to You?
- Bruce Springsteen — Dancing in the Dark
- Talking Heads — Once in a Lifetime (koncertfelvétel)
- Tina Turner — Better Be Good to Me

### Legjobb klipbeli alakítás
- Phillip Bailey és Phil Collins — Easy Lover
- Eurythmics — Would I Lie to You?
- David Lee Roth — Just a Gigolo/I Ain't Got Nobody
- Bruce Springsteen — Dancing in the Dark
- USA for Africa — We Are the World

### Legjobb rendezés
- Bryan Adams — Run to You (Rendező: Steven Barron)
- Duran Duran — The Wild Boys (Rendező: Russell Mulcahy)
- Don Henley — The Boys of Summer (Rendező: Jean-Baptiste Mondino)
- Chris Isaak — Dancin' (Rendező: Mary Lambert)
- Tom Petty and the Heartbreakers — Don't Come Around Here No More (Rendező: Jeff Stein)
- Simple Minds — Don't You (Forget About Me) (Rendező: Daniel Kleinman)
- Toto — Stranger in Town (Rendező: Steven Barron)

### Legjobb koreográfia
- Eurythmics — Would I Lie to You? (Koreográfus: Eddie Baytos)
- Elton John — Sad Songs (Say So Much) (Koreográfus: David Atkins)
- Madonna — Like a Virgin (Koreográfus: Madonna
- Madonna — Material Girl (Koreográfus: Kenny Ortega)
- Prince and The Revolution — When Doves Cry (Koreográfus: Prince)
- Sheila E. — The Glamorous Life (Koreográfus: Lesli Glatter)
- Tina Turner — Private Dancer (Koreográfus: Arlene Phillips)

### Legjobb speciális effektek
- Bryan Adams — Run to You (Speciális effektek: Cinebuild)
- Lindsey Buckingham — Go Insane (Speciális effektek: David Yardley)
- Lindsey Buckingham — Slow Dancing (Speciális effektek: David Yardley)
- Culture Club — It's a Miracle (Speciális effektek: David Yardley)
- Tom Petty and the Heartbreakers — Don't Come Around Here No More (Speciális effektek: Tony Mitchell, Kathy Dougherty és Peter Cohen)

### Legjobb művészi rendezés
- Bryan Adams — Run to You (Művészi rendezés: Steven Barron)
- Peter Brown — Zie Zie Won't Dance (Művészi rendezés: John Jolly)
- Culture Club — It's a Miracle (Művészi rendezés: Bruce Hill)
- Don Henley — The Boys of Summer (Művészi rendezés: Bryan Jones)
- Madonna — Like a Virgin (Művészi rendezés: John Ebdon)
- Simple Minds — Don't You (Forget About Me) (Művészi rendezés: Mark Rimmell)

### Legjobb vágás
- Bryan Adams — Run to You (Vágó: John Mister)
- The Art of Noise — Close (To the Edit) (Vágó: Zbigniew Rybczyński)
- Lindsey Buckingham — Go Insane (Vágó: David Yardley)
- Lindsey Buckingham — Slow Dancing (Vágó: David Yardley)
- Eurythmics — Would I Lie to You? (Vágó: Glenn Morgan)

### Legjobb operatőr
- Bryan Adams — Heaven (version 2) (Operatőr: Peter MacDonald)
- Bryan Adams — Run to You (Operatőr: Frank Gell)
- Lindsey Buckingham — Go Insane (Operatőr: Oliver Stapleton)
- Don Henley — The Boys of Summer (Operatőr: Pascal Lebegue)
- Madonna — Like a Virgin (Operatőr: Peter Sinclair)

### Közönségdíj
- Don Henley — The Boys of Summer
- Tom Petty and the Heartbreakers — Don't Come Around Here No More
- David Lee Roth — California Girls
- David Lee Roth — Just a Gigolo/I Ain't Got Nobody
- USA for Africa — We Are the World

### Életmű-díj
- David Byrne
- Russell Mulcahy
- Godley & Creme

### Különleges elismerés
- Bob Geldof

## Fellépők
- Eurythmics — Would I Lie to You?
- David Ruffin, Eddie Kendrick és Hall & Oates — The Way You Do the Things You Do/My Girl
- Tears for Fears — Shout
- John Cougar Mellencamp — Lonely Ol' Night
- Pat Benatar — 7 Rooms of Gloom
- Sting — If You Love Somebody Set Them Free
- Eddie Murphy — Party All the Time